# Ostrý vrch (Strážovské vrchy)
Ostrý vrch je vrchol o nadmořské výšce 767,5 m v Strážovských vrších.

## Poloha
Leží východně od obce Soblahov a na jeho severozápadních svazích se rozprostírá přírodní rezervace. Na vrchol vede modrá turistická trasa, vedoucí z Trenčianských Teplic a z Mitické doliny.

## Akce
Každoročně 28. prosince pořádá obec Soblahov noční vystup na Ostrý vrch. Výstupu se účastní obyvatelé Soblahova a turistické kluby z blízkého okolí.